# 生物多樣性公約
《生物多樣性公約》（英文：Convention on Biological Diversity，縮寫：CBD；Biodiversity Convention），目的是訂立一套國際性戰略，使生物多樣性得以保護和可持續發展。生物多樣性公約是一項具有國際法律約束力的條約，它於1992年巴西里約熱內盧的联合国环境与发展大会上簽署，這份條約往往被視為可持續發展的關鍵文件。
《生物多样性公约》下已形成3个议定书: 
- 《关于获取遗传资源和公正和公平分享其利用所产生惠益的名古屋议定书》(简称《名古屋议定书》)
- 《卡塔赫纳生物安全议定书》
- 《卡塔赫纳生物安全议定书关于赔偿责任和补救的名古屋–吉隆坡补充议定书》

## 历史
《生物多样性公约》于1988年开始起草谈判, 1992年5月22日通过公约文本，1992年6月在巴西里约热内卢召开的联合国环境与发展大会上通过及公开签署, 并于1993年12月29日生效。
1999年通过《卡塔赫纳生物安全议定书》，2010年通过《名古屋议定书》。
《公约》自生效以来, 已召开了15次缔约方大会和1次特别大会, 通过了439项决定。

## 目標
該公約有三個主要目標：
1. 保育生物多樣性
2. 永續利用其組合分子
3. 公平分享資源所帶來的好處（Benefit Sharing，又稱惠益分享）

## 簽署國
該公約有196個簽署國：
阿富汗，阿爾巴尼亞，阿爾及利亞，安哥拉，安提瓜和巴布達，阿根廷，亞美尼亞，澳大利亞，奧地利，阿塞拜疆，巴哈馬，巴林，孟加拉國，巴巴多斯，白俄羅斯，比利時，伯利茲，貝寧，不丹，玻利維亞，波斯尼亞和黑塞哥維那，博茨瓦納，巴西，文萊達魯薩蘭國，保加利亞，布基納法索，緬甸，布隆迪，柬埔寨，喀麥隆，加拿大，佛得角，中华人民共和国，中非共和國，乍得，智利，哥倫比亞，科摩羅，剛果共和國，剛果共和國，庫克群島，哥斯達黎加，科特迪瓦，克羅地亞，古巴，塞浦路斯，捷克共和國，丹麥，吉布提，多米尼加，多米尼加共和國，厄瓜多爾，埃及，薩爾瓦多，赤道幾內亞，厄立特里亞，愛沙尼亞，埃塞俄比亞，歐盟，斐濟，芬蘭，法國，加蓬，岡比亞，格魯吉亞，德國，加納，希臘，格林納達，危地馬拉，幾內亞，幾內亞比紹，圭亞那，海地，洪都拉斯，匈牙利，冰島，印度，印度尼西亞，伊朗，伊拉克，愛爾蘭，以色列，意大利，牙買加，日本，約旦，哈薩克斯坦，肯尼亞，基里巴斯，科威特，朝鮮，韓國，吉爾吉斯斯坦，老撾，拉脫維亞，黎巴嫩，萊索托，利比里亞，利比亞，列支敦士登，立陶宛，盧森堡，馬其頓共和國，馬達加斯加，馬拉維，馬來西亞，馬爾代夫，馬里，馬耳他，馬紹爾群島，毛里塔尼亞，毛里求斯，墨西哥，密克羅尼西亞聯邦，摩爾多瓦，摩納哥，蒙古，黑山，摩洛哥，莫桑比克，納米比亞，瑙魯，尼泊爾，荷蘭，新西蘭，尼加拉瓜，尼日爾，尼日利亞，紐埃，挪威，阿曼，巴基斯坦，帕勞，巴拿馬，巴布亞新幾內亞，巴拉圭，秘魯，菲律賓，波蘭，葡萄牙，卡塔爾，羅馬尼亞，俄羅斯，盧旺達，聖基茨和尼維斯，聖盧西亞，聖文森特和格林納丁斯，薩摩亞，聖馬力諾，聖多美和普林西比，沙特阿拉伯，塞內加爾，塞爾維亞，塞舌爾，塞拉利昂，新加坡，斯洛伐克，斯洛文尼亞，所羅門群島，索馬里，南非，西班牙，斯里蘭卡，蘇丹，蘇里南，斯威士蘭，瑞典，瑞士，敘利亞，塔吉克斯坦，坦桑尼亞，泰國，東帝汶，多哥，湯加，特立尼達和多巴哥，突尼斯，土耳其，土庫曼斯坦，圖瓦盧，烏干達，烏克蘭，阿拉伯聯合酋長國，英國，烏拉圭，烏茲別克斯坦，瓦努阿圖，委內瑞拉，越南，也門，贊比亞，津巴布韋、南蘇丹、巴勒斯坦、安道爾

## 未批准國
美國已經簽署但尚未批准該條約。

## 延伸閲讀
- Davis, K. 2008. A CBD manual for botanic gardens English version （页面存档备份，存于）, Italian version （页面存档备份，存于） Botanic Gardens Conservation International (BGCI)

## 外部連結
- The Convention on Biological Diversity (CBD) （页面存档备份，存于） website
- Text of the Convention （页面存档备份，存于） from CBD website
- Country Profiles （页面存档备份，存于） from CBD website
- 趙榮台《生物多樣性公約》及其教育原則
- 生物多樣性公約 （页面存档备份，存于）